# Dead or Alive 4
Dead or Alive 4 (usualment abreujat DOA 4) és un videojoc de lluita desenvolupat per Team Ninja i publicat per Tecmo per a la videoconsola Xbox 360 llançat el 29 de desembre de 2005. Com en l'últim joc de la sèrie de Dead or Alive, per l'estudi Team Ninja de Tecmo, la seua trama segueix els esdeveniments de Dead or Alive 3. El joc ofereix vint-i-dos personatges disponibles, i amb diverses arenes amb graderies i interactives.

## Argument
L'argument se centra en l'enfrontament de dos bàndols, els ninja liderats per Ryu Hayabusa que tenen com fi destruir a la corporació DOATEC i la corporació DOATEC liderada per Helena. En aquest lliurament DOATEC ha aconseguit obtenir l'ADN de Kasumi i crear un clon millorat, Alpha-152. La majoria de personatges es veuen embolicats en aquest enfrontament i prenen part per un bàndol o altre, encara que existeixen alguns que es queden al marge i competeixen en el torneig Dead or Alive únicament per motivacions personals.

## Nous Personatges
El DOA4 conté tres nous caràcters jugables Kokoro, una jove Geisha en entrenament, Eliot, un xic de 16 anys d'Anglaterra i és deixeble de Gen Fu, i La Mariposa, dita també Lisa que baralla un estil de Lluita Lliure. A més, el DOA4 ofereix un personatge desbloquejable de la sèrie d'Halo, el caràcter és una SPARTAN-II, més coneguda pel nome de "Spartan-458". Seria revelat més endavant que seria el seu nom veritable” Nicole. En la conjunció, un HALO - themed l'etapa estació nomenada de Nassau s'incorpora en el joc.
El Cap del joc en la manera de la història per a la majoria dels caràcters és ALPHA-152, és un exemple molt sensible, com ella pot danyar prop i sobre del 70% de la vida del jugador en un atac de cadena, ha executat fàcilment els combos que van llunyans més enllà de la capacitat de qualsevol caràcter regular, i pot teleportar on vulga en la immediatament.
S'ha observat, no obstant això, que els caps anteriors del DOA eren més fàcils de comparar SNK Playmore SNK als caps del yore, que eren extremadament difícils de batre. Aquesta és la primera vegada que un cap en DOA ha estat en la manera de l'atac de Temps (time attack). Doncs batre a ALPHA-152 és molt difícil, aquest pot fer la realització d'una bona estona que intenta per als jugadors inexperts. No obstant això, els ajustaments la partida poden ser canviats així que cada combatent ha de ser derrotat solament una vegada. Per a alguns caràcters la confrontació final en les seues maneres de la història és diferent; per exemple, Bayman i Helena lluiten contra Christie (Dead or Alive) en els seus respectius escenaris en aquesta manera, per igual ocorre amb Kokoro i Christie que finalitzen amb Helena (Dead or Alive), Tina Armstrong amb Bass, Ein contra Hitomi, Lei Fang contra Jann Lee, i Eliot lluita amb el seu mestre Gen Fu.

## Personatges
- Kasumi
- Kokoro
- Brad Wong
- Bass
- Jann Lee
- Tina
- Bayman
- Ayane
- Hayabusa
- Hitomi
- Eliot
- Zack
- Lei Fang
- La Mariposa
- Christie
- Hayate
- Helena
- Ein
- Gen Fu
- Leon
- Tengu
- Spartan-458 (Nicole)
- Alpha-152

## Escenaris
- Biolab Core
- Waterfall Valley
- Gambler's Paradise
- Experimental Playground
- Tritower Heliport
- Kyoto in Bloom
- Kyoto in Bloom (Night)
- Nassau Station
- Tatami
- Seaside Market
- Ninja Hideout
- he D.W.A. Coliseum
- The Crash Club
- Savannah Safari
- DOATEC Great Hall
- Temple on the Mountain

## Bugs i errors
- Hi ha hagut alguns informes d'un bug amb el qual el joc esborra accidentalment la partida emmagatzemada. El bug és causat específicament per més d'un compte del jugador de Xbox 360 que era accedida. Un compte de jugador sense cap informació pot de vegades sobreescriure les dades d'altre compte d'usuari, produint la pèrdua d'aqueixes dades. Es va llançar una actualització en línia que va resoldre aquesta fallada.